# Приз Всесоюзного комітету СРСР 1952

Програмка змагань на Приз Всесоюзного комітету СРСР 1952 року (київська підгрупа)

Приз Всесоюзного комітету СРСР 1952 — футбольне змагання, організоване Комітетом у справах фізичної культури та спорту при Раді Міністрів СРСР навесні-влітку 1952 року. 
Турнір повинен був сприяти успішній підготовці найсильніших футболістів СРСР до чемпіонату та вдалим виступам радянської репрезентації на XV Олімпіаді. Перша й друга збірні Москви виступали поза конкурсом. Багато футболістів одночасно грали як за збірні, так і за свої клуби. Турнір проводили в два етапи. На першому відбулися матчі в чотирьох підгрупах. По дві найкращі команди від кожної увійшли до фінального етапу. На обох стадіях змагання команди грали за коловою системою в одне коло. Результати матчів у попередніх підгрупах у фінальному етапі не враховувались. Один матч — між московським «Динамо» та ленінградським «Зенітом» — не відбувся, що не дало змогу точно визначити місця з другого по шосте.

## Розіграш

### Попередній етап
Київ, Тбілісі, Баку, Харків. 13-28 квітня 1952.
I підгрупа. Київ.
1. «Динамо» (Л): ЦБРА 2:0, «Динамо» (К) 1:1, «Локомотив» (М) 2:1. 5 очок, м’ячі 5-2.
2. ЦБРА: «Динамо» (К) 2:0, «Локомотив» (М) 3:0. 4 очки, 5-2.
3. «Динамо» (К): «Локомотив» (М) 2:1. 3 очки, 3-4.
4. «Локомотив» (М): 0 очок, 2-7.

II підгрупа. Тбілісі.
1. ВПС (М): «Зеніт» (Л) 2:1, «Динамо» (Тб) 3:1, Москва-I 0:1, Москва-II 0:0. 4 очки, м’ячі 5-2.
2. «Зеніт» (Л): «Динамо» (Тб) 2:0, Москва-I 2:3, Москва-II 1:6. 2 очки, 3-2.
3. «Динамо» (Тб): Москва-I 0:3, Москва-II 0:0. 0 очок, 1-5.

III підгрупа. Баку.
1. «Спартак» (М): «Динамо» (Мн) 0:0, «Шахтар» (Стл) 3:1, «Даугава» (Р) 2:0. 5 очок, м’ячі 5-1.
2. «Динамо» (Мн): «Шахтар» 1:0, «Даугава» (Р) 2:1. 5 очок, 3-1.
3. «Шахтар» (Стл): «Даугава» (Р) 1:0. 2 очки, 2-4.
4. «Даугава» (Р): 0 очок, 1-5.

IV підгрупа. Харків.
1. «Крила Рад» (Кб): «Динамо» (М) 1:0, команда м. Калініна 2:0, «Торпедо» (М) 3:2. 6 очок, м’ячі 6-2.
2. «Динамо» (М): команда м. Калініна 2:1, «Торпедо» (М) 2:1. 4 очки, 4-3.
3. Команда м. Калініна: «Торпедо» (М) 1:0. 2 очки, 2-4.
4. «Торпедо» (М): 0 очок, 3-6.

### Фінальний етап
Москва. 2 травня — 26 липня 1952.
1 місце. ЦБРА (Москва): ВПС (М) 1:1, «Крила Рад» (Кб) 1:2, «Динамо» (М) 2:1, «Зеніт» (Л) 0:0, «Динамо» (Л) 1:0, «Спартак» (М) 4:2, «Динамо» (Мн) 2:1, Москва 0:2. 10 очок, м’ячі 11-7.
2. ВПС (Москва): «Крила Рад» (Кб) 3:1, «Динамо» (М) 0:1, «Зеніт» (Л) 1:0, «Динамо» (Л) 1:1, «Спартак »(М) 2:2, «Динамо» (Мн) 3:1. 9 очок, 11-7.
3. «Крила Рад» (Куйбишев): «Динамо» (М) 2:3, «Зеніт» (Л) 1:1, «Динамо» (Л) 2:1, «Спартак» (М) 1:1, «Динамо» (Мн) 4:2, Москви 0:2. 8 очок, 13-12.
4. «Динамо» (Москва): «Зеніт» — матч не відбувся, «Динамо» (Л) 2:3, «Спартак» (М) 2:2, «Динамо» (Мн) 4:0. 7 очок, 13-9.
5. «Зеніт» (Ленінград): «Динамо» (Л) 3:3, «Спартак» (М) 4:3, «Динамо» (Мн) 3:0. 7 очок, 11-8.
6. «Динамо» (Ленінград): «Спартак» (М) 1:1, «Динамо» (Мн) 1:0, Москва 2:0. 7 очок, 10-10.
7. «Спартак» (Москва): «Динамо» (Мн) 4:1, Москва 1:0. 6 очок, 15-15.
8. «Динамо» (Мінськ): 0 очок, 5-21.
Склад ЦБРА: Чанов, Ніканоров, Бобков; Крушенок, Башашкін, Нирков, Родіонов, Клімачов, Чистохвалов; Водягін (забив 2 м’ячі), Сенюков, Родін (4); Гринін (2), Соловйов В., Коверзнєв (4), Зайцевський (1), Мухортов, Дьомін (2), Бузунов (1), Ніколаєв, Чайчук, Пономарьов Вік., Пономаренко. Тренер Аркадьєв.